# Ley de signos

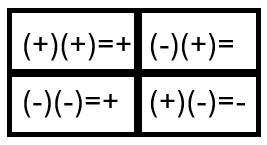
Ley de signos

La ley de signos inventada y demostrada oficialmente por Leonhard Euler, es un atajo o regla matemática básica fundamental en álgebra y en el cálculo enseñado desde primaria, que consiste en asignar un signo específico a la multiplicación de dos números reales tomando en cuenta sus signos respectivos al aplicar la regla.

## Enseñanza de la ley de signos en primaria
La ley de signos se enseña en primaria para que los estudiantes puedan tener un conocimiento más amplio sobre la multiplicación y la potenciación con el fin de que los estudiantes puedan resolver operaciones más problemáticas como:
{\displaystyle -6(-3)}
Esta operación resulta difícil al intentar comprenderlo (sumar -6 veces a -3) porque resulta complicado comprender una cantidad de veces negativa ya que no estamos tan acostumbrados a entender números negativos como un número que indica la cantidad de veces que debemos sumar a otro número, pero según la ley de signos menos por menos es más:
{\displaystyle 6(3)=18}
Este método es enseñado en primaria por la gran versatilidad (eficiencia y facilidad) que tiene al intentar resolver multiplicaciones problemáticas o al aplicar la propiedad asociativa al intentar resolver ecuaciones como:
{\displaystyle -3(x-6)=4(-4x+5)}
En donde aplicando a propiedad asociativa al primer miembro de la ecuación nos quedaría:
{\displaystyle -3(x)+(-3(-6))}
Y aplicando la ley de signos nos quedaría:
{\displaystyle -3x+18}
Y si lo hacemos al segundo miembro nos quedaría:
{\displaystyle -16x+20}
E igualando los dos miembros:
{\displaystyle -3x+18=-16x+20}

## Análisis de la ley de signos
La ley de signos trae consigo definiciones que proviene del resultado del producto de los signos. Al analizar el resultado que da cada producto podemos captar diferentes propiedades que provinieron principalmente de la ley de signos.
- La multiplicación de dos números con mismo signo resulta un número positivo:
- La ley de signos indica que "+ por + es +" y "- por - es +", por lo que nos da a entender de que los números con mismo signo multiplicados da un número positivo.
- La multiplicación de dos números con diferente signo resulta un número negativo:
- La ley de signos indica que "+ por - es -" y "- por + es -", por lo que nos da a entender de que los números con diferente signo multiplicados da un número negativo.
- Todo número positivo real elevado a cualquier número da un número positivo:
- La ley de signos dice que todo número positivo multiplicado por otro número positivo da un número positivo y al haber solo una multiplicación de puros números positivos siempre esa multiplicación dará un número positivo
- Todo número negativo elevado a un número entero par resultará un número positivo, de lo contrario dará un número negativo:
- Al haber la multiplicación de un número negativo "-n" multiplicado "k" veces, al tener que ser "k" un número par cada número negativo tendrá otro número negativo para que ese producto resulte un número positivo y la multiplicación de esos números resulte un número positivo por la propiedad anterior. Pero cuando k es un número impar, es decir un número par sumado 1, por lo que separando el número impar nos daría el producto de un producto de números negativos repetidas por un número par con un número negativo, es decir, {\displaystyle (-n)^{k}(-n)=n^{k}(-n)}, por ley de signos el producto daría un número negativo.

## Importancia de la ley de signos en las matemática
La ley de signos se puede aplicar para resolver ecuaciones, se puede usarlo aplicando propiedades de la multiplicación o al tener que despejar un producto de polinomios. Algo que es útil en la álgebra y en el cálculo por la amplificación de la resolución de un producto de dos números o más.
{\displaystyle (3x+4)(5x^{2}-5)}
{\displaystyle 15x^{3}+20x^{2}-15x-20}
Lo que resulta importante para poder despejar valores en una ecuación para poder hallar la incógnita.
También se usa para resolver operaciones combinadas que incluyan la multiplicación.
{\displaystyle -5(10+5-2^{2})}
{\displaystyle -50-25+20}
{\displaystyle -55}

## Demostración de la ley de signos
La demostración de la ley de signos es un conjunto de pasos que operan la representación de cada producto de signos diferentes para obtener datos y concluir a la repuesta de cada producto. Desde antes Leonhard Euler y otros matemáticos justificó la ley de signos. Demostración solo válida para los números reales y no para los números complejos por la contradicción de que un número multiplicado por otro con el mismo signo da como respuesta un número positivo, pero de lo contrario el número complejo incluye la unidad imaginaria en donde el valor de esa unidad se define como un número que multiplicado por si mismo da un número negativo, algo que no cumple con la definición del producto de dos números con signo igual explicado anteriormente.

### Demostración de- por + es - o + por - es -:
Primero planteamos el monomio de un número negativo real multiplicado por uno positivo:
{\displaystyle (-a)(b)}
Recordemos que "a" y "b" son números positivos. Luego sumamos por otro monomio con los términos "a" y "b".
{\displaystyle (-a)(b)+ab}
Sacamos factor común:
{\displaystyle b(a-a)=0}
Con estos datos se puede plantear la siguiente ecuación:
{\displaystyle (-a)(b)=-ab}
Con esto se demuestra que un número negativo multiplicado con un número positivo da un número negativo solo si son números reales, a la vez también demostramos + por - por la propiedad conmutativa.

### Demostración de- por - es +:
Planteamos la multiplicación de dos números reales negativos cuando a y b son positivos:
{\displaystyle (-a)(-b)}
Sumamos al monomio por otro monomio parecido:
{\displaystyle (-a)(-b)+a(-b)}
Sacamos factor común:
{\displaystyle -b(a-a)=0}
Por el dato obtenido podemos plantear la siguiente ecuación y realizando algunas operaciones e interpretaciones a ambos miembros podemos demostrar que la multiplicación de dos números negativos da un número positivo:
{\displaystyle (-a)(-b)+a(-b)=0}
{\displaystyle (-a)(-b)=-(a(-b))}
En el segundo miembro observamos que dentro del paréntesis hay un monomio que habíamos demostrado al demostrar la multiplicación de - por + es - :
{\displaystyle (-a)(-b)=-(-ab)}

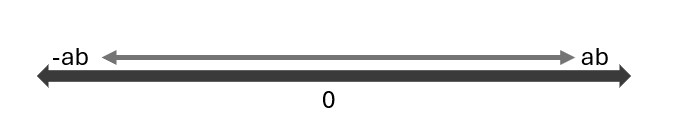
El opuesto de ab y viceversa.

En el segundo miembro hay que interpretar el monomio {\displaystyle -(-ab)} , el opuesto del opuesto de ab. Para lograrlo primero analizaremos el término -ab en una recta numérica.
El opuesto de ab es -ab, y el opuesto del opuesto de ab, es decir el opuesto de -ab es ab. Por lo que usando este análisis podemos llegar a:
{\displaystyle (-a)(-b)=ab}

## Origen
La ley de signos tuvo un desarrollo que se formalizó con el tiempo, en donde contribuyeron varios matemáticos con sus descubrimientos o aportaciones. Su primera aparición fue en el siglo VI, con un origen proveniente del matemático indio Brahmagupta a través de la obra de Brahmagupta. Este matemático empezó a usar sistemáticamente los números negativos, estableciendo y afirmando leyes para poder amplificar la resolución de operaciones combinadas con los números negativos y para expandir el conocimiento de las soluciones de una ecuación al poder resolverse el producto sin importar en el signo de sus factores. 
Después del reconocimiento de la obra de Brajmagupta matemáticos como Diofanto de Alejandría consideraban los números negativos como no aptos para ser la solución de una ecuación porque estaba específicamente enfocado en problemas concretos con soluciones concretas que tengan un significado que se pueda representar en el mundo real, afectando en el desarrollo de la ley de signos para ser afirmada en Grecia ya que los matemáticos griegos de esas épocas solo aceptaban soluciones razonables con fines prácticos.
Luego en el siglo XVIII Leonhard Euler justificó demostrando la ley de signos interpretando los números negativos como opuestos desarrollando una explicación más sistemática pero comprensible. También este matemático difundió y lo consolidó a través de sus obras y notaciones que se hicieron populares en aquellos tiempos. Por lo que se le reconoció por haber demostrado la ley de signos para el desarrollo y el análisis del producto de dos números reales, y por haber aportado y difundido a la ley de signos en sus obras junto a su demostración.